# Отакэ, Наото
Наото Отакэ (яп. 大嶽 直人 О:такэ Наото, род. 18 октября 1968, Сидзуока) — японский футболист, футбольный тренер клуба «Осака».

## Карьера
На протяжении своей футбольной карьеры выступал за клубы «Иокогама Флюгельс», «Киото Пёрпл Санга».

## Национальная сборная
В 1994 году сыграл за национальную сборную Японии 1 матч. Также участвовал в Кубках Азии по футболу 1988 b 1992 годов.

## Статистика за сборную
| Сборная Японии | Сборная Японии | Сборная Японии |
| Год            | Матчи          | Голы           |
| -------------- | -------------- | -------------- |
| 1994           | 1              | 0              |
| Итого          | 1              | 0              |

## Достижения
- Кубка Азии: 1992
- Кубок Императора: 1993